# Soazza
Soazza (deutsch veraltet Sowaz oder Zauatz) ist eine politische Gemeinde im Schweizer Kanton Graubünden. Sie gehört zur Region Moesa.

## Wappen
Blasonierung: In Gold (gelb) auf schwarzem Pferd der Heilige Martin, den roten Mantel mit dem Bettler teilend.
Der Heilige Martin ist Patron der Pfarrkirche San Martino und war auch schon im Gemeindesiegel abgebildet.

## Geographie

Historisches Luftbild von Werner Friedli (1953)

Das Haufendorf Soazza liegt auf den Überresten eines durch die Moesa zerstörten Gletscherriegels an der Grenze zwischen dem oberen und unteren Misox. Die Westgrenze bildet eine Gebirgskette, die das Misox vom Calancatal trennt. Im Osten reicht die weitflächige Gemeinde bis zur Grenze zu Italien. Dieser östliche Gemeindeteil ist mit Ausnahme des Weilers Druna auf der linken Talgrundseite der Moesa kaum besiedelt. Vom gesamten Gemeindegebiet von über 46 km² sind beinahe 25 km² – genau 2490 ha – von Wald und Gehölz bedeckt. Weitere 1746 ha sind unproduktive Fläche (meist Gebirge). Zwar gibt es 333 ha landwirtschaftlich nutzbaren Boden, doch sind darunter 286 ha Alpwirtschaften. Die restlichen 68 ha sind Siedlungsfläche. 2 Kilometer südlich des Ortes liegt der Wasserfall Cascata di Buffalora.
Nachbargemeinden sind Mesocco, Rossa, Calanca, Lostallo (alle Kanton Graubünden) sowie San Giacomo Filippo in Italien.

## Geschichte
Eine erste Erwähnung findet das Dorf im Jahre 1203 unter dem damaligen Namen Soaza. Die Gemeinde war schon 1359 selbständig, stand aber kirchlich lange unter der Collegiata von San Vittore GR; noch 1626 musste es an diese den Zehnten entrichten. 1710 kaufte Soazza die Alp Ingamba auf Gebiet der Gemeinde Lostallo, für 1000 Thaler. Von Soazza aus führt ein Weg über die Forcola nach Chiavenna, der früher viel begangen war und Verkehr brachte.

## Bevölkerung
| Jahr      | 1650 | 1802 | 1850 | 1900 | 1950 | 2000 | 2004 | 2010 | 2020 |
| Einwohner | 427  | 311  | 315  | 339  | 348  | 359  | 374  | 351  | 324  |

Von den Ende 2004 374 Bewohnern waren 327 (= 87 %) Schweizer Staatsangehörige.

## Sehenswürdigkeiten
- katholische Pfarrkirche Sankt Martino[8][9]
- Palazzo a Marca erbaut 1642[9][10]
- Pfarrhaus als Missionsstation der Kapuziner nach 1636 erbaut[11] mit Fresken auf der Fassade[12]
- der astronomische Schalenstein von Soliva[13]
- mehrere andere Schalensteine[14]

## Sport
- Football Club Alta Moesa[15]

## Foto

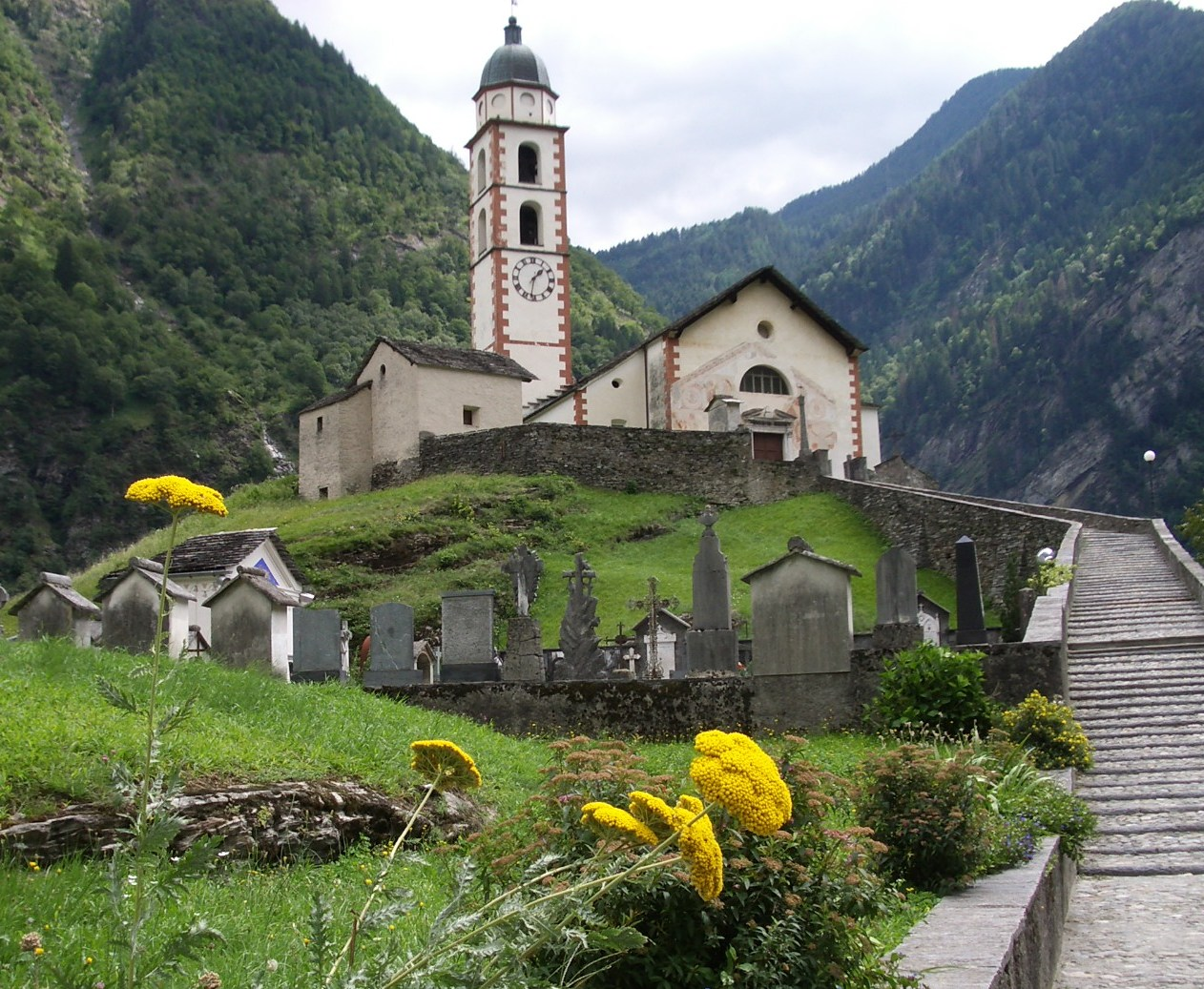
Kath. Kirche San Martino, 1219 erwähnt, Neubau 1639
Kirche San Martino. Historisches Bild von Leo Wehrli (1935)
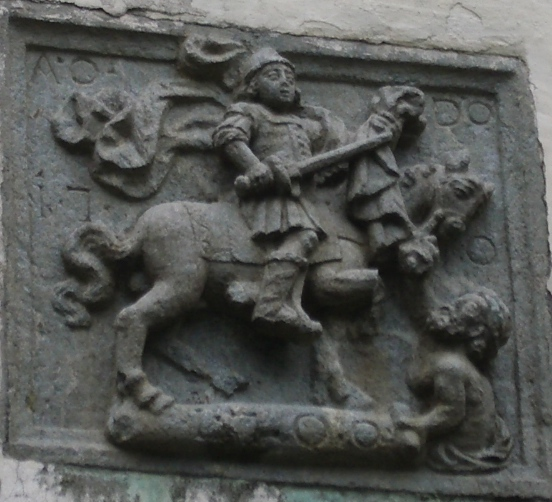
Der heilige Martin an der Kirchenmauer
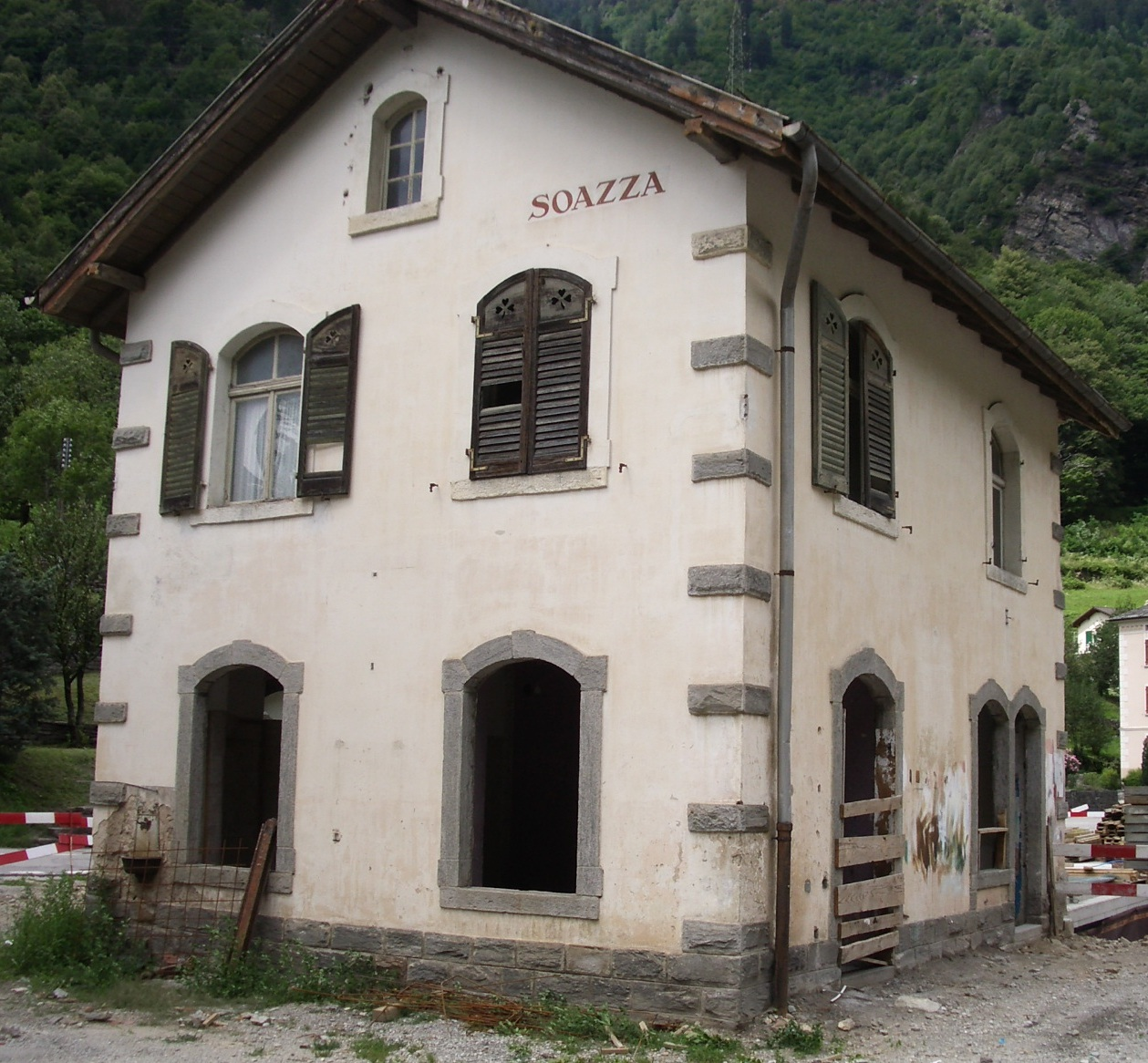
Bahnhof der Bellinzona-Mesocco Bahn, 1907–1978
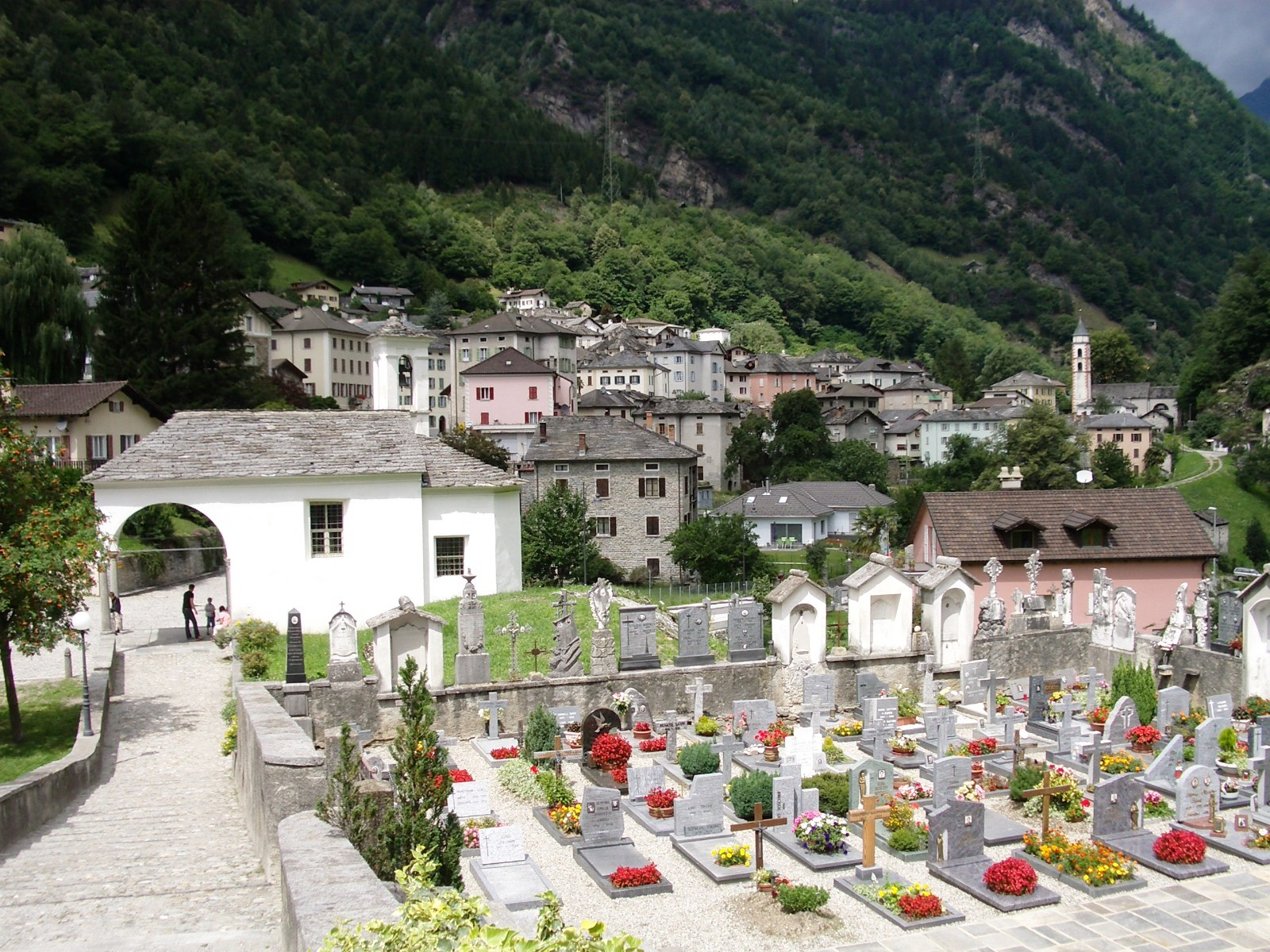
Dorf mit Kirche San Rocco, Neubau 1633
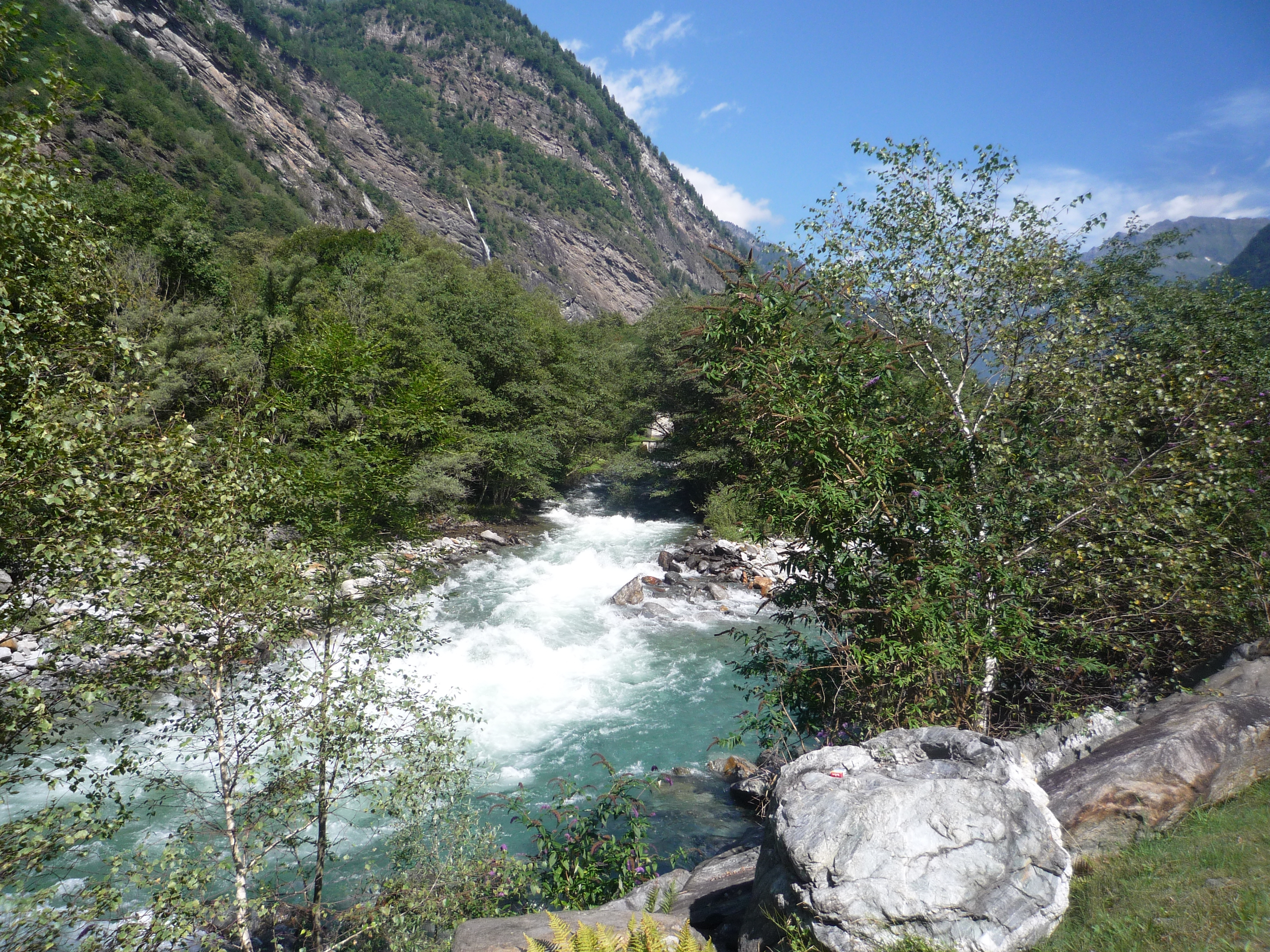
Fluss Moesa